# Nissan Interstar
Il Nissan Interstar era un veicolo commerciale leggero della categoria fino a 3,5 t commercializzato da Nissan Motor, appartenente alla stessa famiglia del Renault Master e dell'Opel Movano. La sua vendita è cominciata nel 1998, in seguito all'acquisizione di parte del capitale sociale della casa automobilistica nipponica da parte della francese Renault. Nel 2011, nel quadro di un generale rinnovamento della gamma di furgoni Nissan, è iniziata la graduale uscita di produzione dell'Interstar, a partire dai mercati dell'Europa centrale, a favore del nuovo NV400.
Prima dell'Interstar, la Nissan aveva prodotto un veicolo commerciale indipendente appartenente a quella fascia, il Nissan Trade.
Nel 2003, così come il Renault Master e l'Opel Movano ha subito delle modifiche, ridisegnando la fiancata anteriore e modificando quella posteriore.
Oltre alla versione Van, erano in commercio i pulmini Combi e Avantour. La Nissan aveva differenziato ulteriormente gli Interstar in Easy, Efficient e Smart Van; Easy e Smart Combi ed Efficient e Smart Avantour.

## Motorizzazioni
| Modello     | Produzione | Motore | Cilindrata (cm³) | Potenza massima (CV/rpm) | Coppia Massima (Nm/rpm) | Velocità max (Km/h) | 0–100 km/h (secondi) | Consumo medio (litri/100 km) |
| 1.9 dCi 80  | 2005-2010  | R4     | 1870             | 60 kW (82 CV)            | 200 Nm                  | 131                 | -                    | -                            |
| 2.2 dCi 90  | 2005-2010  | R4     | 2188             | 66 kW (90 CV)            | 260 Nm                  | 130-137             | -                    | -                            |
| 2.5 dCi 100 | 2015-2010  | R4     | 2463             | 73 kW (110 CV)           | 260 Nm                  | 138-140             | -                    | -                            |
| 2.5 dCi 115 | 2002-2005  | R4     | 2463             | 84 kW (114 CV)           | 290 Nm                  | 143-145             | -                    | -                            |
| 2.5 dCi 120 | 2005-2010  | R4     | 2463             | 88 kW (120 CV)           | 300 Nm                  | 140-147             | -                    | -                            |
| 2.5 dCi 150 | 2005-2010  | R4     | 2463             | 107 kW (145 CV)          | 320 Nm                  | 153-159             | -                    | -                            |
| 3.0 dCi 140 | 2003-2005  | R4     | 2953             | 100 kW (136 CV)          | 320 Nm                  | 153                 | -                    | -                            |